# أنج آه تي
أنج آه تي الذي ولد في 11 نوفمبر 1943 هو رسام سنغافوري. ,وقد حصل على الميدالية الثقافية في عام 2009.  

## مرحلة الدراسة والتعليم
حضر أنج دروسًا فنية بعد الظهر بالإضافة إلى دروسه الرسمية. ودرس في أكاديمية نانيانغ للفنون الجميلة من عام 1960 إلى عام 1962.  وكان من بين أساتذته في الأكاديمية الفنانين جورجيت تشين وتشيونج سو بيينج ، ويعتبر كلاهما من رواد أسلوب نانيانج . 

## حياته المهنية
بعد تخرج انج، تم تعيينه في هيئة ميناء سنغافورة كموظف. وكان في وقت فراغه، يرسم بالألوان المائية والزيتية. في عام 1974، فاز بالمسابقة الفنية المفتوحة. كما شارك في معرض جماعي في غرفة التجارة والصناعة الصينية في سنغافورة في نفس العام. وبحلول عام 1976، كان أنج قد رسم العديد من المعالم البارزة في سنغافورة. وفي عام 1976، ذهب في رحلة إلى بلدان مختلفة في جميع أنحاء آسيا والتي ستكون فيما بعد مصدر إلهام لفنه.  في عام 1977، ترك وظيفته، وهذا سمح له بتخصيص المزيد من وقته للرسم. ، كان انج ته قد حظي بدعم ديلا بوتشر.  في سنواته الأولى كفنان.
في عام 1978، تحول أنج من استخدام الزيت والألوان المائية إلى استخدام الأكريليك في أعماله الفنية. وفي نفس العام، فاز بجائزة اليوم الوطني للفنون . وقد أقام معرضه الفردي الأول في فندق المندرين في العام التالي. في عام 1981، ذهب في رحلة زار فيها مختلف البلدان في جميع أنحاء أوروبا وتوفرت له الفرصة لرسم المعالم البارزة هناك. بالإضافة إلى جولته في أوروبا، قام أيضًا بزيارة مصر ونيبال وكشمير والصين وأستراليا. وفي عام 2001، فاز بالجائزة الأولى في مسابقة جوائز الدكتور تان تسيه تشور للفنون. في عام 2009، حصل على الميدالية الثقافية وذلك تقديراً لمساهماته في الفنون البصرية في سنغافورة. 

## الحياة الشخصية
أنج متزوج ولديه ابن. 